# Juan Harvey Caicedo
Juan Harvey Caycedo Velasco (Santander de Quilichao, Cauca, 3 de junio de 1937-Bogotá, 21 de octubre de 2003) fue un periodista, actor y locutor de radio en Colombia.

## Biografía
Juan Harvey Caycedo Velasco nació el 3 de julio de 1937 en Santander de Quilichao, departamento del Cauca; era hermano medio del periodista Antonio José Caballero.
Fue uno de los fundadores de la televisión y el cine en Colombia. Participó en producciones cinematográficas como El río de las tumbas en 1964 y en varias novelas de televisión como "El Gallo de Oro" y "Manuelita Sáenz", entre muchas otras. Su carrera se desarrolló principalmente como locutor de radio trabajando en RCN, en la HJCK y finalmente en Caracol en donde participó en programas tan famosos como Pase la tarde y La Luciérnaga. En este último mostraba su faceta humorística haciendo la voz de diversos personajes ficticios, en años anteriores fue locutor oficial de la programadora Jorge Barón Televisión cuando salían de los comerciales de los musicales como El show de las estrellas, Embajadores de la música colombiana, Muy especial y el magazín Senoras y señores, fue presentador del programa musical Colombia te quiero de la misma programadora.  Fue reconocido como una de las voces comerciales más solicitadas, gracias a lo cual participó en campañas de productos y servicios de diversa índole: bancarios, comerciales, gubernamentales, etc.  Estudió Derecho en la Universidad Nacional, aunque nunca se graduó y Producción de Cine y Televisión en la Universidad de Siracusa en Estados Unidos.
Fue presidente de la Asociación Colombiana de Locutores en varias oportunidades y luchó, desde su abolición, por la necesidad de que los locutores contaran con una licencia de locución que le confiriera estatus y confiabilidad al oficio, por la responsabilidad que éste implica.
Adicionalmente a su trabajo de locutor fue un divulgador de la poesía y en especial del folclor llanero. En el año 2003 se retiró de La Luciérnaga, y después de completar una correría llamada Tributo al llano. En el mismo año muere el 21 de octubre, en su residencia tras lo que su familia reportó había sido un derrame cerebral. Sin embargo, el periodista Edgar Artunduaga reveló en su libro Finales Tristes que el locutor realmente se suicidó a causa de una depresión profunda en la que le había sumido la cancelación de sus roles radiales.